# Y Control
Y Control è un brano musicale del gruppo statunitense Yeah Yeah Yeahs, pubblicato nel 2004 come singolo estratto dall'album Fever to Tell.

## Il brano
Nel titolo la Y sta per il cromosoma Y ed il brano parla appunto della pazienza delle donne.
La canzone fa parte della colonna sonora di Dirt 2.

## Video
Il video è stato diretto da Spike Jonze.

## Tracce
1. Y Control
2. Y Control (The Faint remix)
3. Y Control (Live at the Fillmore)

## Formazione
- Karen O - voce
- Nick Zinner - chitarre, sintetizzatore
- Brian Chase - batteria